# Tokio (logiciel)
 (juillet 2025).
La mise en forme du texte ne suit pas les recommandations de Wikipédia : il faut le « wikifier ».
Les points d'amélioration suivants sont les cas les plus fréquents. Le détail des points à revoir est peut-être précisé sur la page de discussion.
- Les titres sont pré-formatés par le logiciel. Ils ne sont ni en capitales, ni en gras.
- Le texte ne doit pas être écrit en capitales (les noms de famille non plus), ni en gras, ni en italique, ni en « petit »…
- Le gras n'est utilisé que pour surligner le titre de l'article dans l'introduction, une seule fois.
- L'italique est rarement utilisé : mots en langue étrangère, titres d'œuvres, noms de bateaux, etc.
- Les citations ne sont pas en italique mais en corps de texte normal. Elles sont entourées par des guillemets français : « et ».
- Les listes à puces sont à éviter, des paragraphes rédigés étant largement préférés. Les tableaux sont à réserver à la présentation de données structurées (résultats, etc.).
- Les appels de note de bas de page (petits chiffres en exposant, introduits par l'outil «  Source ») sont à placer entre la fin de phrase et le point final[comme ça].
- Les liens internes (vers d'autres articles de Wikipédia) sont à choisir avec parcimonie. Créez des liens vers des articles approfondissant le sujet. Les termes génériques sans rapport avec le sujet sont à éviter, ainsi que les répétitions de liens vers un même terme.
- Les liens externes sont à placer uniquement dans une section « Liens externes », à la fin de l'article. Ces liens sont à choisir avec parcimonie suivant les règles définies. Si un lien sert de source à l'article, son insertion dans le texte est à faire par les notes de bas de page.
- La présentation des références doit suivre les conventions bibliographiques. Il est recommandé d'utiliser les modèles {{Ouvrage}}, {{Chapitre}}, {{Article}}, {{Lien web}} et/ou {{Bibliographie}}. Le mode d'édition visuel peut mettre en forme automatiquement les références.
- Insérer une infobox (cadre d'informations à droite) n'est pas obligatoire pour parachever la mise en page.

Pour une aide détaillée, merci de consulter Aide:Wikification.
Si vous pensez que ces points ont été résolus, vous pouvez retirer ce bandeau et améliorer la mise en forme d'un autre article.
Pour les articles homonymes, voir Tokyo (homonymie).
 (juillet 2025).
Tokio est une bibliothèque logicielle pour le langage de programmation Rust. Il fournit un environnement d'exécution et des fonctions qui permettent l'utilisation d'I/O asynchrones (en), permettant la concurrence en ce qui concerne l'achèvement des tâches,,.
Tokio est sorti en août 2016 pour Rust, un langage de programmation à usage général. Développé par Carl Lerche, Tokio a commencé comme un framework d'application réseau et prend en charge des fonctionnalités telles que l'écoute et le broadcast de socket, permettant le transfert de messages entre ordinateurs.

## Histoire
Tokio a débuté en août 2016 par Carl Lerche en tant que framework d'application réseau pour Rust construit sur des futures, permettant un middleware basé sur le réseau et une implémentation I/O non-bloquante (en), ou asynchrone, de l'intérêt de préparation du réacteur. Tokio s'est inspiré de Finagle, un système d'appel de procédure à distance asynchrone (RPC) basé sur Scala développé par Twitter pour les machines virtuelles Java (JVM) et permettant aux systèmes distribués de communiquer au sein d'une JVM. Tokio utilise la bibliothèque Rust de niveau inférieur mio, utilisant elle-même des appels système tels que epoll (en) (Linux), kqueue (en) (FreeBSD) et l'API du port d'achèvement d'entrée/sortie (en) (IOCP) (Windows). Pour Linux, il peut également utiliser io_uring (en) via tokio-uring,,. Le nom « Tokio » est dérivé de Tokyo et mio. La version préliminaire de Tokio est sortie en janvier 2017, suivie d'une sortie complète en décembre 2020,. En 2017, Tokio a reçu une subvention du fonds de soutien Open Source de Mozilla. En avril 2021, Tokio a financé son premier contributeur rémunéré, Alice Ryhl, pour son travail de développement du projet et d'assistance à ses utilisateurs.
Bien que Rust prenne en charge les fonctions asynchrones depuis la version 1.39, publiée en novembre 2019, il ne fournit aucune fonctionnalité pour les exécuter, nécessitant un environnement d'exécution externe pour cet usage. Tokio fournit un environnement d'exécution qui utilise un planificateur de vol de travail (en) multithread. Les futurs de Rust sont évalués paresseusement, ce qui oblige les fonctions à appeler .await avant d'effectuer une tâche. Lorsque .await est invoqué, l'environnement d'exécution de Tokio peut suspendre le futur d'origine jusqu'à ce que ses I/O soient terminées et réactiver une tâche différente qui est prête à être traitée.
Les utilisateurs de Tokio incluent les équipes de développement derrière Discord et AWS Lambda. L'environnement d'exécution JavaScript et TypeScript Deno utilise Tokio en arrière-plan, contrairement à l'environnement d'exécution JavaScript Node.js, qui utilise la bibliothèque libuv (en).

## Caractéristiques

### Code asynchrone
Tokio permet l'utilisation de fonctions asynchrones dans Rust via la création d'un environnement d'exécution asynchrone. Cela peut être réalisé via la macro #[tokio::main].
Par exemple:
```
#[tokio::main]

async
 
fn
 
main
()
 
->
 
Result
<
()
>
 
{

    
let
 
url
 
=
 
"https://en.wikipedia.org/"
;

    
let
 
text
 
=
 
reqwest
::
get
(
url
).
await
?
.
text
().
await
?
;

    
println!
(
"{}"
,
 
text
);

    
Ok
(())

}

```

Dans cet exemple, la librairie reqwest est utilisée pour réclamer le code HTML de la page de Wikipédia en anglais. Pour garantir que la demande ne soit pas traitée immédiatement, Tokio encapsule l'appel de la fonction dans un environnement d'exécution asynchrone, attendant que la demande soit terminée avant d'appeler println().
Tokio inclut également une version de la bibliothèque standard Rust conçue pour être utilisée de manière asynchrone. Par exemple, tokio::fs::read_to_end(), qui lit le contenu d'un fichier, est la version asynchrone de std::fs::read_to_end(). De plus, Tokio prend en charge io_uring (en), une interface d'appel système d'I/O asynchrone Linux, dans une librairie séparée nommée tokio-uring,.

### Le modèle de coroutine
Tokio permet également aux utilisateurs de créer des tâches, qui sont des coroutines sans pile, à l'aide d'une fonction tokio::spawn(). Les tâches s'exécutent au niveau de l'utilisateur, offrant une concurrence même lorsqu'il n'y a qu'un seul thread.

### Écoute de socket
Tokio est capable d'écouter sur une socket via une approche non-bloquante (en). En particulier, la structure TcpListener lie un auditeur de socket TCP (Transmission Control Protocol) à une adresse et exécute une fonction de manière asynchrone.

### Broadcasting
Tokio fournit un type de canal broadcast, permettant de diffuser des messages à plusieurs récepteurs. Lors de l’envoi d’un message, celui-ci est reçu par ces récepteurs. Cela permet la communication en temps réel et les systèmes distribués, entre autres applications.

## References
1. ↑  « https://tokio.rs/blog/2017-01-tokio-0-1 »
2. ↑  « https://github.com/tokio-rs/tokio-core/releases/tag/0.1.0 »
3. ↑  « Tokio v1.46.1 », 4 juillet 2025 (consulté le 15 juillet 2025)
4. ↑  (en) Abhishek Chanda, Network Programming with Rust : Build fast and resilient network servers and clients by leveraging Rust's memory-safety and concurrency features, Birmingham, Packt Publishing, 2018 (ISBN 978-1-78862-171-7, OCLC 1028194311, lire en ligne)
5. ↑  (en) Rahul Sharma, Mastering Rust : learn about memory safety, type system, concurrency, and the new features of Rust 2018 edition, Birmingham, UK, Packt Publishing, 2019 (ISBN 978-1-78934-118-8, OCLC 1090681119, lire en ligne)
6. ↑  (en) Sergio De Simone, « Rust Asynchronous Runtime Tokio Reaches 1.0 », sur https://www.infoq.com, 6 janvier 2021 (consulté le 16 juillet 2025)
7. 1 2  (en) Carl Lerche, « Announcing Tokio », sur medium.com, 3 août 2016 (consulté le 16 juillet 2025)
8. ↑  (en) « Finagle: A Protocol-Agnostic RPC System », sur blog.x.com, 19 août 2011 (consulté le 16 juillet 2025)
9. ↑  (en) Guillaume Gomez et Antoni Boucher, Rust Programming By Example : Enter the World of Rust by Building Engaging, Concurrent, Reactive, and Robust Applications, Birmingham, Packt Publishing, 2018 (ISBN 9781788470308, lire en ligne)
10. ↑  (en) Carl Lerche, « I enjoyed visiting Tokio (Tokyo) the city and I liked the "io" suffix and how it plays w/ Mio as well. I don't know... naming is hard so I didn't spend too much time thinking about it. », sur Reddit, 3 août 2016 (consulté le 11 décembre 2022)
11. ↑  (en) Carl Lerche, Alex Crichton et Aaron Turon, « Announcing Tokio 0.1 », sur tokio.rs, 10 janvier 2017 (consulté le 16 juillet 2025)
12. 1 2 3 4  (en) Paul Krill, « Tokio Rust runtime reaches 1.0 status », sur InfoWorld, 8 janvier 2021 (consulté le 16 juillet 2025)
13. ↑  (en) Carl Lerche, « Announcing Tokio 1.0 », sur tokio.rs, 23 décembre 2020 (consulté le 16 juillet 2025)
14. ↑  (en) ris, « Mozilla Awards $365,000 to Open Source Projects as part of MOSS », sur lwn.net, 10 avril 2017 (consulté le 16 juillet 2025)
15. ↑  (en) « Welcoming Alice Ryhl as the first paid Tokio contributor », sur tokio.rs, 21 avril 2021 (consulté le 16 juillet 2025)
16. ↑  (en) Sergio De Simone, « Rust Gets Zero-Cost Async/Await Support in Rust 1.39 », sur www.infoq.com, 9 novembre 2019 (consulté le 16 juillet 2025)
17. ↑  (en) « The Async Ecosystem », sur rust-lang.github.io (consulté le 16 juillet 2025)
18. ↑  (en) Niko Matsakis, « Async-await on stable Rust! », sur blog.rust-lang.org, 7 novembre 2019 (consulté le 16 juillet 2025)
19. 1 2  (en) « Hello Tokio », sur tokio.rs (consulté le 16 juillet 2025)
20. ↑  (en) Florian Rappl, Modern Frontend Development with Node.js : A Compendium for Modern JavaScript Web Development Within the Node.js Ecosystem, Birmingham, Packt Publishing, 30 novembre 2022 (ISBN 9781804617380, lire en ligne)
21. ↑  (en) « I/O », sur tokio.rs (consulté le 16 juillet 2025)
22. ↑  (en) « Announcing tokio-uring: io-uring support for Tokio », sur tokio.rs, 19 juillet 2021 (consulté le 16 juillet 2025)
23. ↑  (en) Tony Sintes, « Four for the ages », sur InfoWorld, 13 avril 2001 (consulté le 16 juillet 2025)
24. ↑  (en) Iban Eguia Moraza, Rust high performance : learn to skyrocket the performance of your Rust applications, Birmingham, UK, Packt Publishing, 2018 (ISBN 978-1-78847-823-6, OCLC 1033544275, lire en ligne)
25. ↑  (en) Jim Blandy, Jason Orendoff et Leonara Tindall, Programming Rust, Sebastopol, O'Reilly Media, 11 juin 2021 (ISBN 9781492052548, lire en ligne)

## External links
- Site officiel
- Tokio sur GitHub
- Tokio sur crates.io